# Papamobile

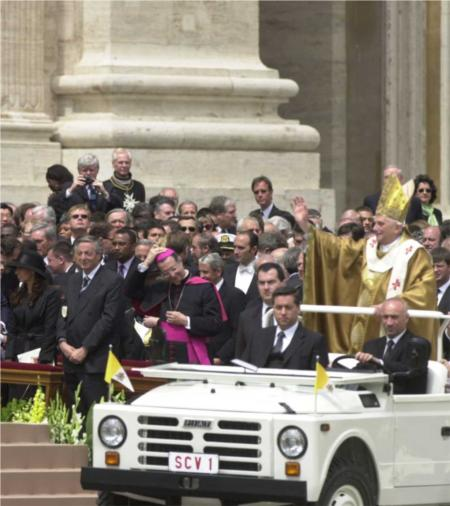
Benoît XVI en papamobile (modèle Fiat Campagnola) en 2005.

La papamobile ou papemobile (québécisme) est le nom informel donné au véhicule utilisé par le pape lors de ses déplacements en public et qui, à partir d'une certaine date, a été spécialement conçu pour lui. Lui permettant d'être plus facilement vu des fidèles lors des cérémonies, la papamobile a des origines anciennes avec la sedia gestatoria (littéralement « chaise à porteurs ») qui était un trône mobile utilisé dans le même but.
L'immatriculation de la papamobile est : « SCV 1 ». « SCV » correspond à « Stato della Città del Vaticano », ce qui veut dire en italien : État de la Cité du Vatican, dont toutes les plaques d'immatriculation – les premières ayant été émises en 1930 – portent un sceau de plomb frappé des armoiries du Vatican.

## Véhicules de série
Alors qu'un film des Frères Lumière tourné en 1896 montre Léon XIII se déplaçant en carrosse, la toute première voiture d’un pape ne fut offerte à Pie X qu'en 1909 par John Murphy Farley, évêque de New York, mais à cette époque, la Question romaine n'est pas résolue, et le pontife est confiné à Rome depuis 1870.
On offrit par la suite à Benoît XV une Bianchi 155 en 1922 et une Bianchi 20 en 1926, mais aucune d'elles ne sera utilisée et ce n'est que Pie XI qui abandonnera l’utilisation des voitures à cheval. Il se verra offrir un certain nombre de véhicules des marques Fiat, Bianchi ou Citroën. La toute première voiture offerte à Pie XI fut une Fiat 525 N, la même que celle du roi Victor-Emmanuel III ; il s'agissait d'un cadeau du champion de course Felice Nazzaro. Elle sera réquisitionnée par Benito Mussolini. André Citroën offrit un modèle Lictoria C6, dont l'intérieur est aménagé comme un salon vénitien de style XVIIIe siècle avec un trône papal ; sa carrosserie bicolore est noire et amarante, avec des chromes d'or. Offerte en 1930 par une usine italienne de Citroën afin de fêter la réconciliation entre l'Église et l'État italien, elle n'a en réalité guère été utilisée à cause de son côté trop luxueux (192 km au compteur). Elle est conservée dans les musées du Vatican,.
C'est seulement après la signature des accords du Latran que le 22 décembre 1929, Pie XI fait sa toute première sortie officielle en Italie, dans une Graham-Paige, pour se rendre à la basilique Saint-Jean de Latran. Offerte en 1929 par les frères Graham, et reprise en deuxième main par Pie XII, elle ne sera remisée qu'avec 48 000 kilomètres au compteur.

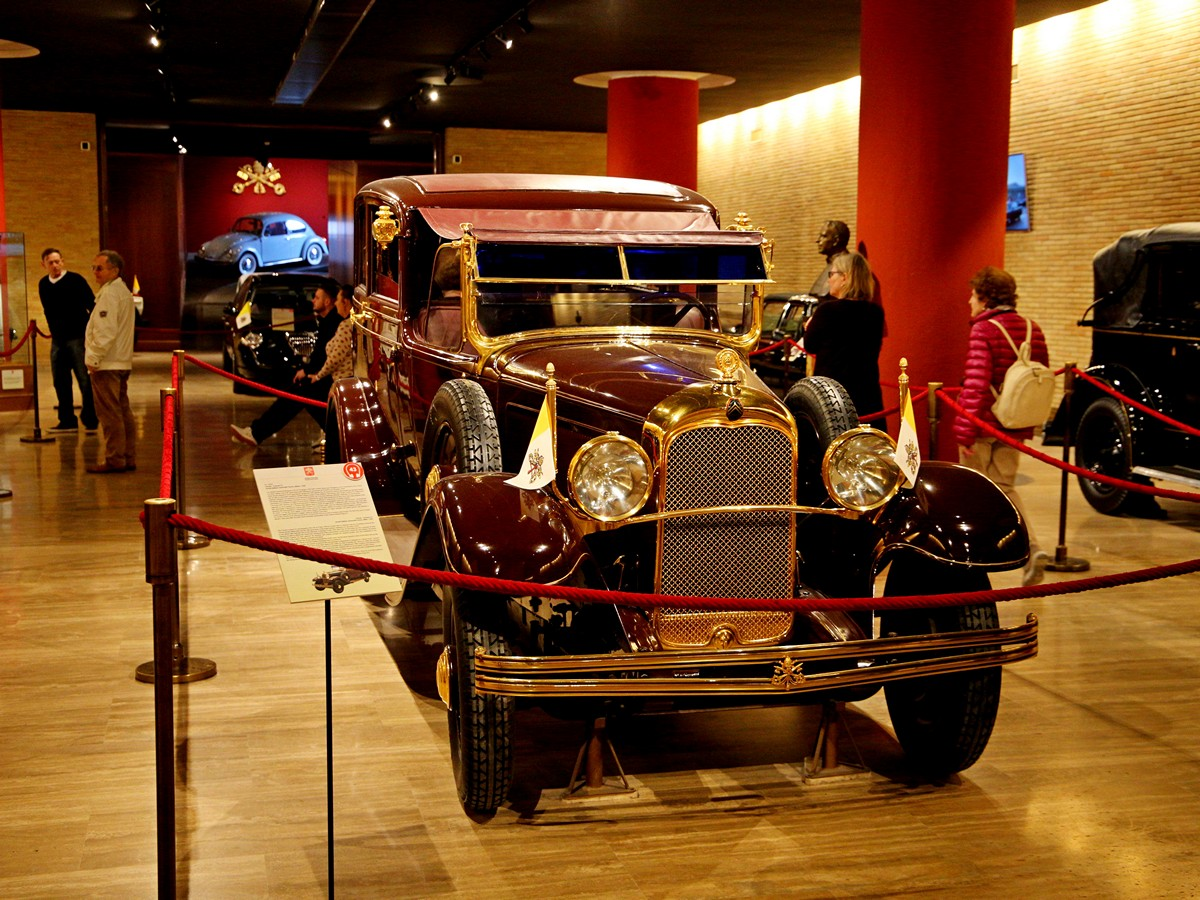
La Citroën de 1930.
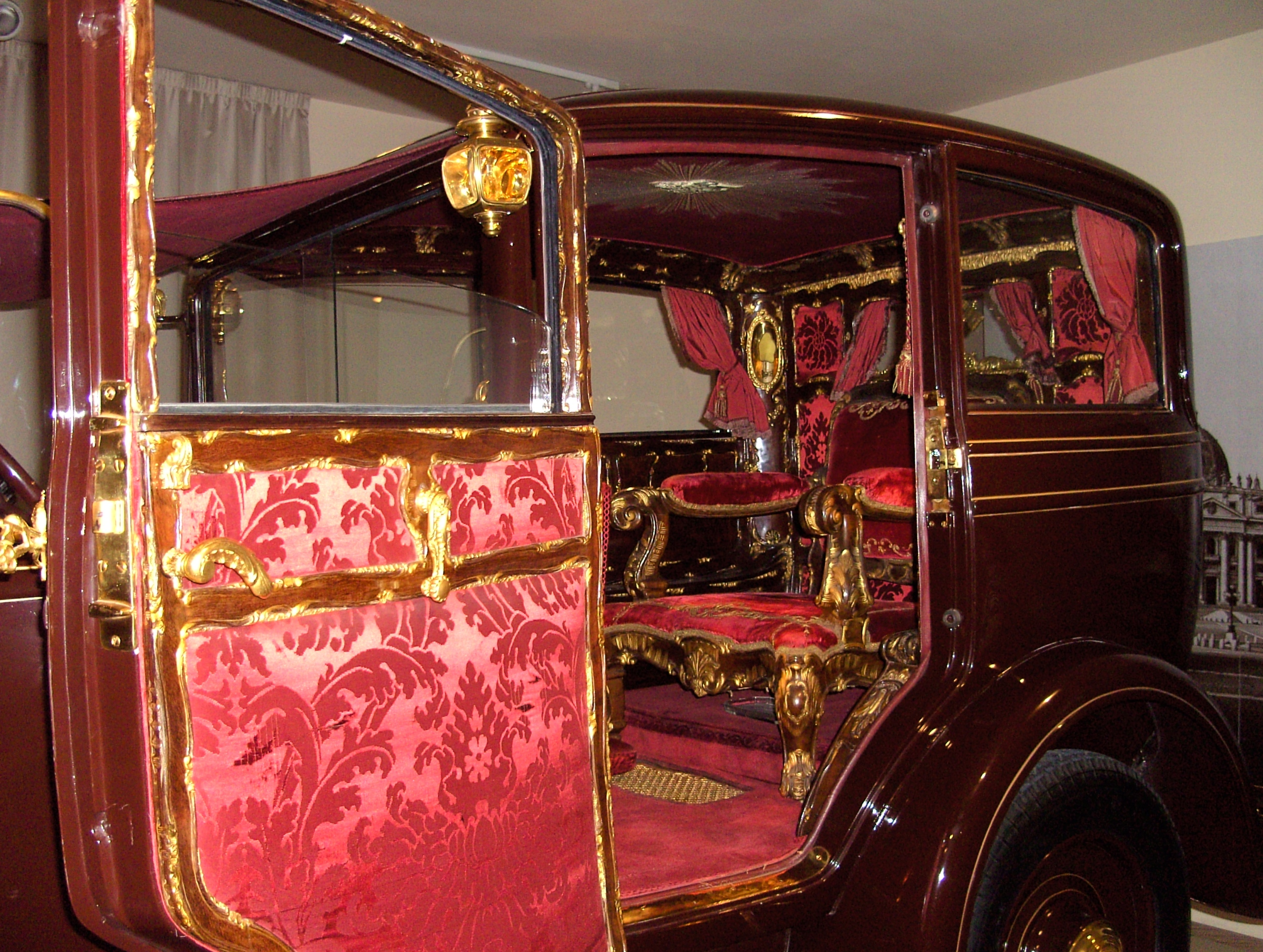
Intérieur de la Citroën.
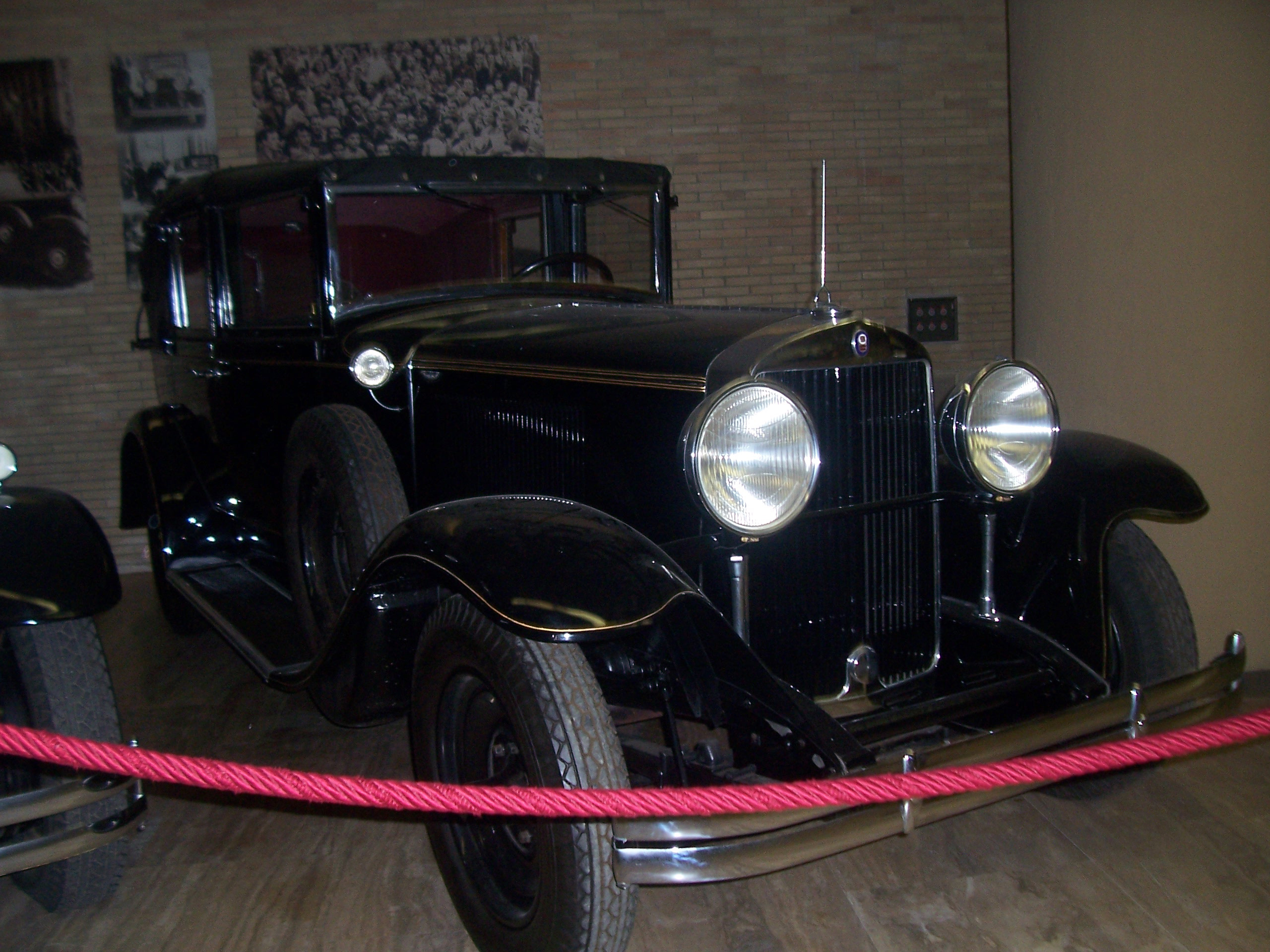
La Graham.
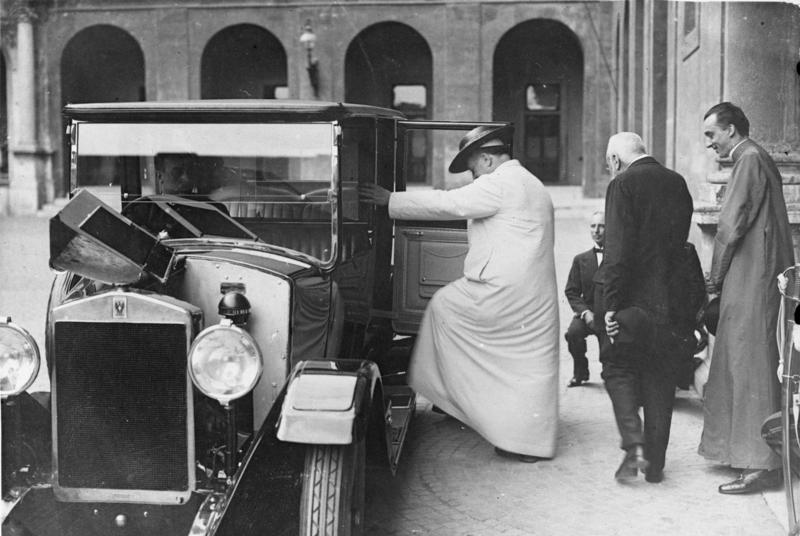
Pie XI montant dans la Graham en 1931.

## Modèles spécifiques
L'ancêtre de la papamobile, en tant que véhicule conçu pour les tâches pontificales, est la Lictoria, équipée d’un petit trône, et offerte par André Citroën à Pie XI en 1930.
C'est à la même époque que la firme Mercedes-Benz fait son entrée sur la scène vaticane en offrant au Saint-Père une Nürburg 460.
La Seconde Guerre mondiale interrompt ces relations et, en 1940, c'est la firme Cadillac qui offre à Pie XII une limousine Fleetwood Standard Series 75 noire dont l'intérieur est spécialement aménagé : finition chrome, or et noisetier, un siège arrière unique entouré d'une radio et d'une tablette.
D'une certaine manière, l'essor industriel des années 1960 s'exprime dans la qualité de l'écurie automobile pontificale : Jean XXIII recevra une Mercedes-Benz 300d en 1960. Paul VI recevra une Mercedes 600 Landaulet en 1963, puis une Lincoln Continental en 1964, elle aussi adaptée.
Dans les années 1970, affirmant les idées du concile Vatican II, Paul VI acquiert, afin d'être plus visible et proche des fidèles, une Toyota Land Cruiser, peinte en blanc et munie d'une plate-forme surélevée. Les mêmes modifications sont effectuées sur une Mercedes, une Range Rover et une Fiat Campagnola.

## Après l'attentat de 1981
Les premières « papamobiles » étaient découvertes, sans aucune protection particulière. La verrière est apparue après la tentative d'assassinat dont a été victime Jean-Paul II en 1981, dans la Fiat Campagnola qui lui avait été offerte en 1980.
Le pape étant constamment susceptible d'être victime d'un attentat, spécialement en déplacement, un blindage (vitres, mais aussi carrosserie) fut ajouté. Il est normalement conçu pour résister à des armes de tir puissantes (mitrailleuses de calibre 12,7 mm, fusil d’assaut de type AK-47…) ainsi qu'aux dernières générations de grenades. Pour éviter un effet de serre trop important, le verre est traité et une climatisation a été ajoutée.
Le pape Benoît XVI, pour la messe inaugurale de son pontificat, avait réutilisé l'ancienne papamobile découverte, un 4x4 Fiat Campagnola.
Les papamobiles étaient jusqu'il y a peu basées sur la classe G de Mercedes, un 4x4 robuste, mais moins confortable que le ML. En 2011, c'est une Mercedes classe ML modifiée, pourvue d'une cabine vitrée, dans laquelle prend place le souverain pontife, et qui lui permet de saluer et de bénir la foule sur son passage. Lors des JMJ de 2023, le pape François a utilisé une classe G et une Toyota Landcruiser. 
En 2011 a été envisagé un véhicule hybride développé à partir d'une Mercedes M, ce type de motorisation étant préféré à un modèle tout électrique, car permettant une accélération plus forte en cas d'attentat.

## Véhicules propres aux visites pastorales
Dans certains voyages et par souci d'en simplifier la logistique, un véhicule spécial est fourni au souverain pontife, ce qui arriva fréquemment avec les très nombreux voyages de Jean-Paul II à l'étranger. Ces véhicules sont réalisés dans le pays hôte par une firme locale, souvent sur un châssis de véhicule utilitaire, et rendent donc hommage à l'industrie et aux travailleurs de ce pays, mais aussi à l'entreprise à qui cet honneur échoit. Utilisés pour ces occasions uniques, ils terminent en général dans un musée ou sont vendus aux enchères à de riches - et pieux - collectionneurs, les bénéfices de ces ventes allant à des organisations caritatives :
- dès 1979, lors de sa première visite pastorale en Pologne, Jean-Paul II se déplace à bord d'un camion de la marque Fabryka Samochodów Ciężarowych « Star », adapté d'un châssis du modèle 266[17] ;

- pour le voyage de Jean-Paul II à Lyon a été produit un modèle unique de papamobile sur une base de Peugeot 504[18]. Le même modèle de véhicule, immatriculé 732 DAT 75, sera réutilisé du 8 au 10 octobre 1988 lors d'une visite en Alsace et en Lorraine[19]. Un exemplaire surnuméraire avait été fabriqué en cas de panne[20], l'autre est exposé au Musée de l'Aventure Peugeot ;

- en 1982, lors de son voyage en Écosse, le pape utilisa la plus énorme papamobile ayant jamais existé[21] : un camion Leyland, qui est désormais exposé dans le musée de la firme[22] ;

- en 1984, lors du voyage pontifical au Québec, la société canadienne Camions Thibault avait créé un véhicule spécial[23], utilisé la même année à Cuba[24]. Deux exemplaires avaient été construits, dont un est exposé au Musée des sciences et de la technologie du Canada[25] ainsi qu'au Musée des religions du monde en 2014-2015 lors de l'exposition retraçant cette visite de Jean-Paul II au Canada ;

- en 1986, à l'occasion de la visite du pape à Lyon, le constructeur Matra équipe un Renault espace GTS permettant la position debout à l'arrière pour deux personnes. Ce véhicule est visible au musée Henri-Malartre à Rochetaillée (Rhône) ;

- en 1998, la firme Cadillac fournira une Cadillac de ville parade phaéton à Jean-Paul II. Ce véhicule a été récemment acquis par le musée automobile Petersen de Los Angeles[26] ;
- le 18 septembre 2012, il reçoit la visite du constructeur automobile Renault qui vient lui offrir en cadeau une Kangoo ZE électrique, aménagée spécialement par le carrossier Gruau, pour ses déplacements dans sa résidence d’été de Castel Gandolfo ;
- le 7 décembre 2012 dans les jardins du Vatican, Benoît XVI reçoit en main propre deux exemplaires de sa nouvelle papamobile : deux Mercedes-Benz Classe M blindées, alimentées à l'essence, faites sur mesure afin qu'il puisse être au plus près des fidèles lors de ses voyages apostoliques[27].

## Galerie des véhicules contemporains

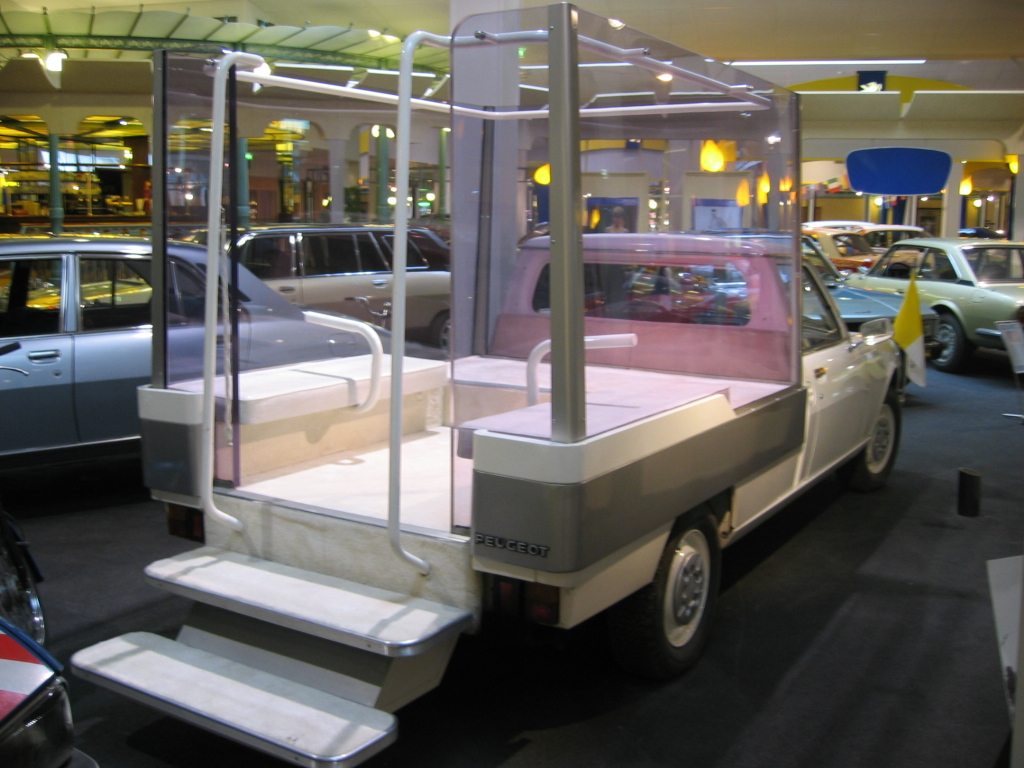
Peugeot 504 pick-up, papamobile blindée du pape Jean-Paul II.
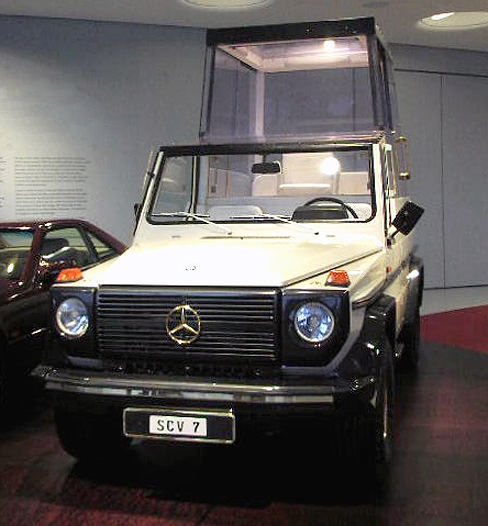
Papamobile Mercedes-Benz 230 G.
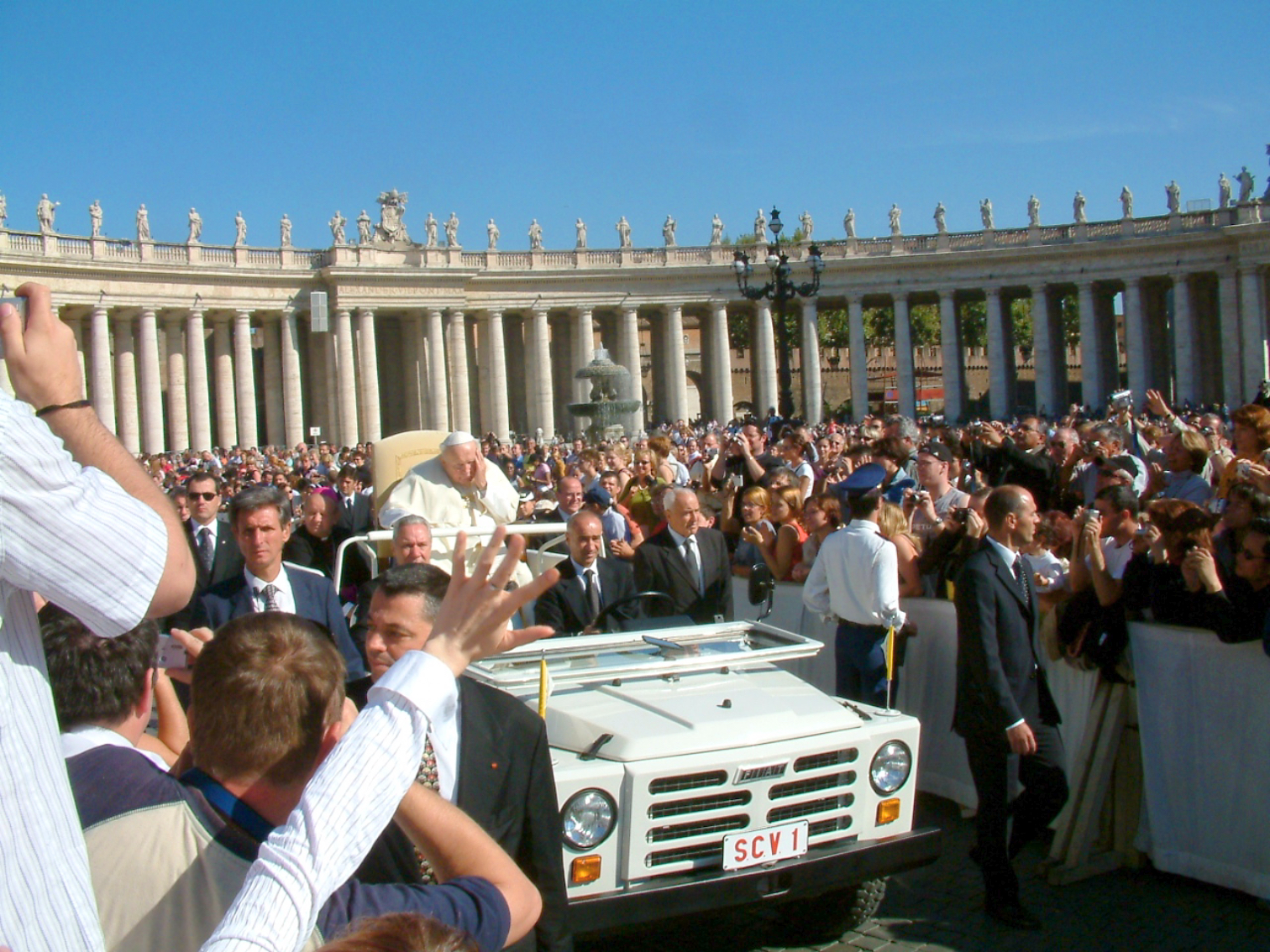
Jean-Paul II Place Saint-Pierre en 2004 dans une papamobile Fiat Campagnola.
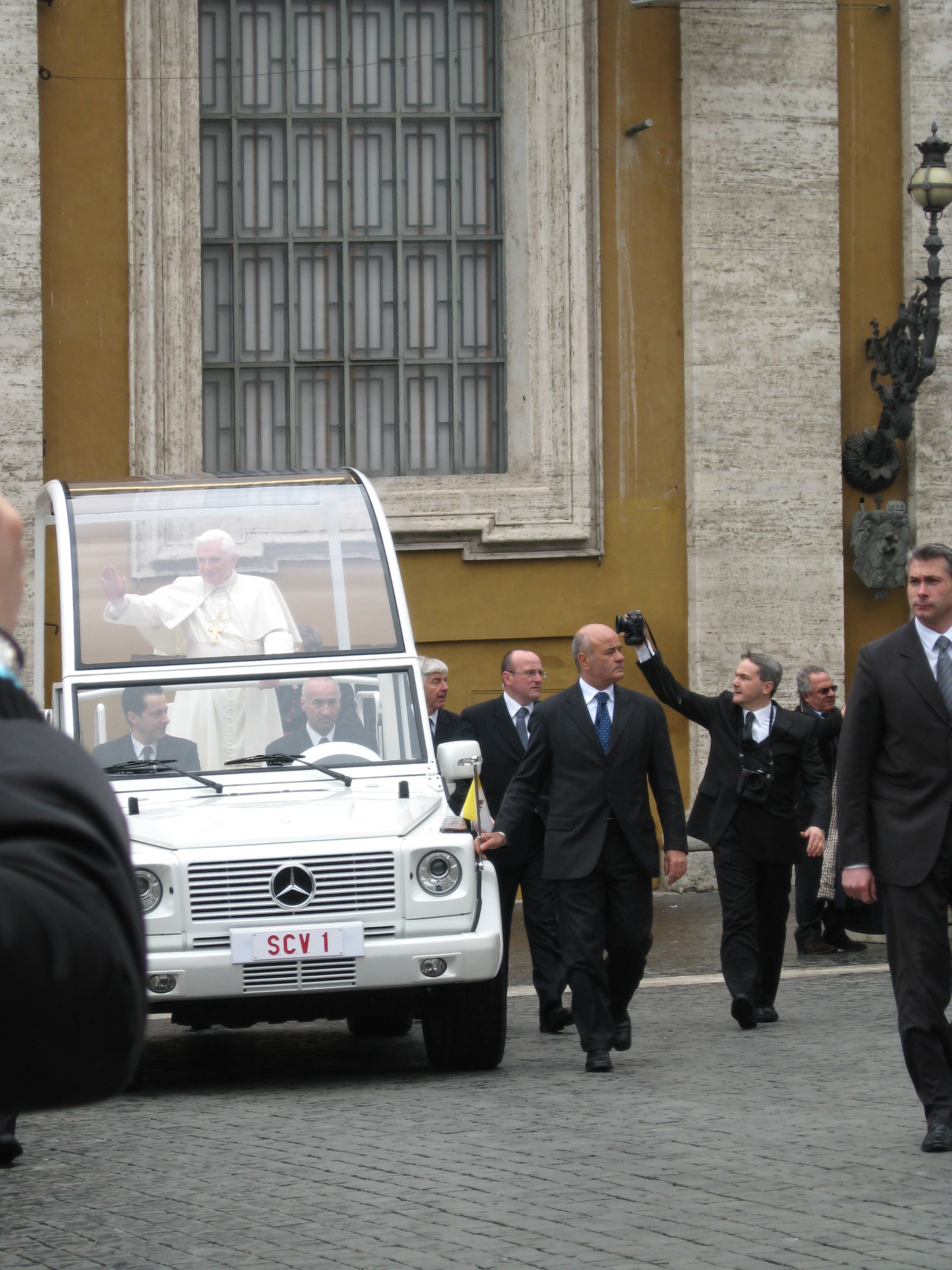
Benoît XVI en papamobile.
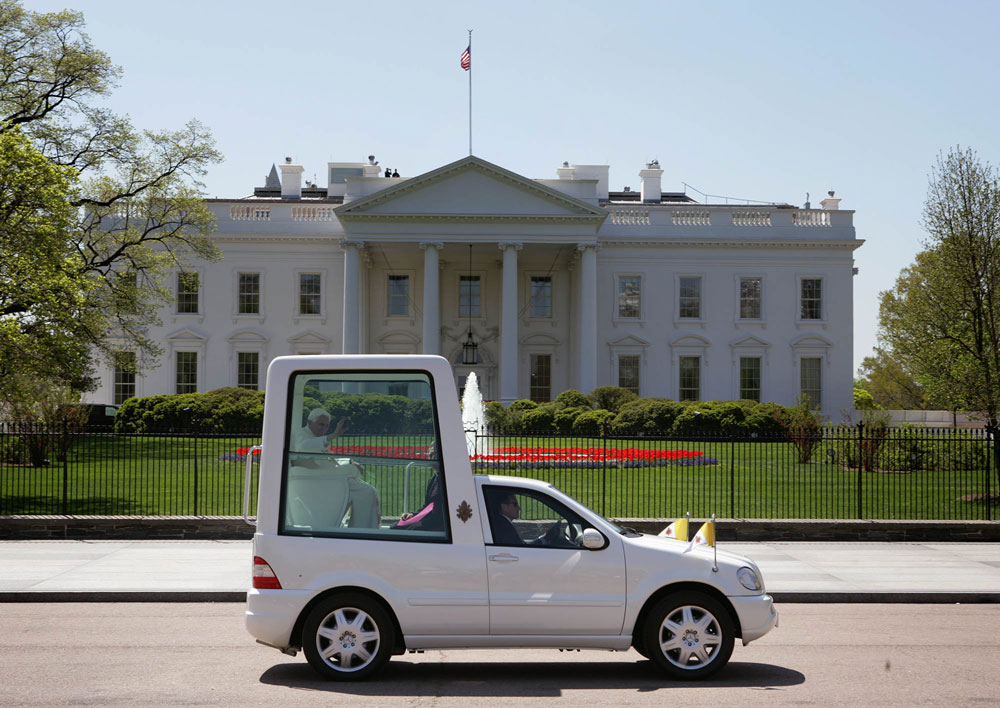
Benoît XVI dans sa papamobile Mercedes-Benz Classe M devant la Maison-Blanche à Washington, D.C.
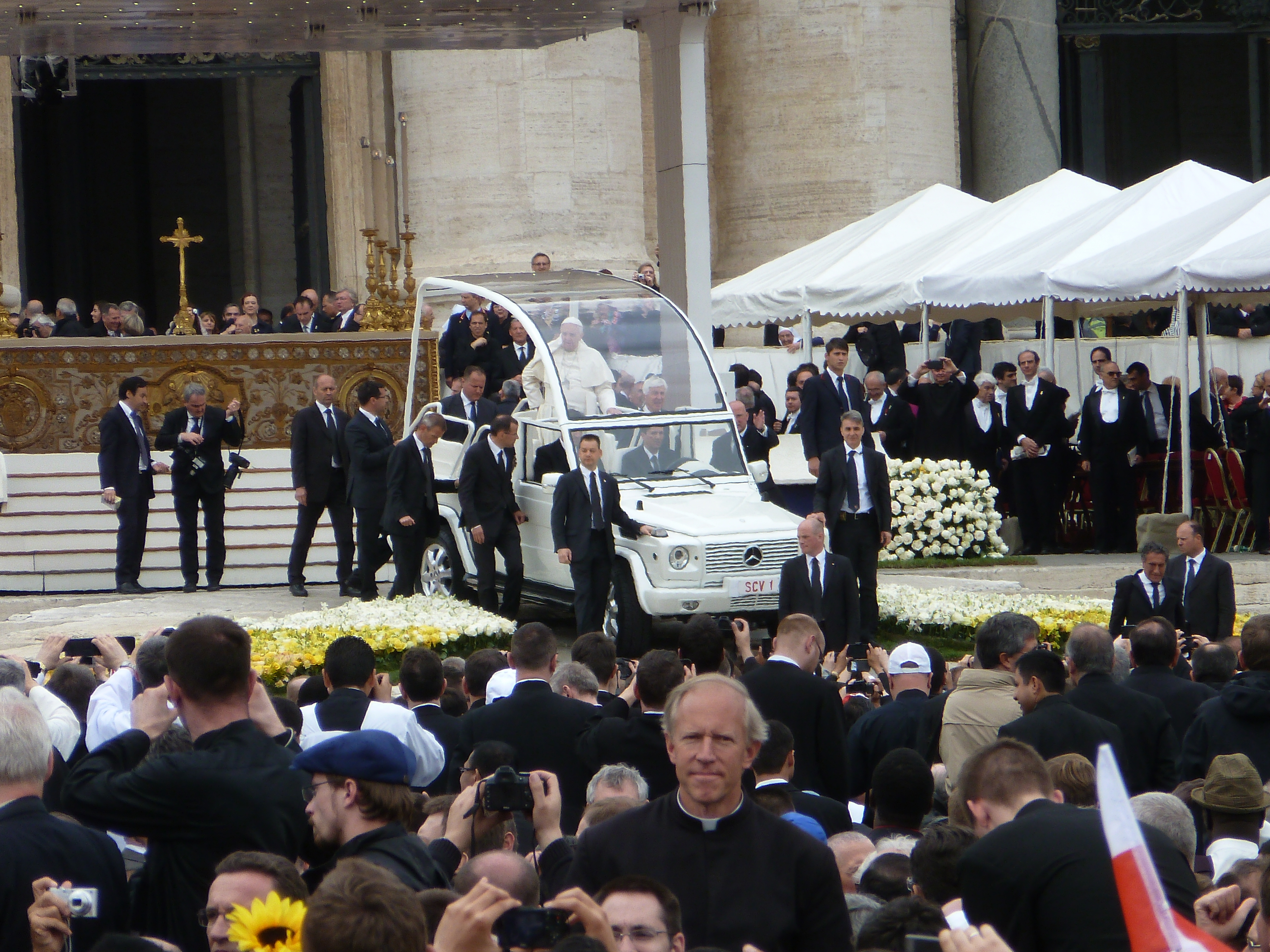
François dans sa papamobile lors de la canonisation des papes Jean XXIII et Jean-Paul II.

## Musée des Carrosses des papes
En 1973, le pape Paul VI ouvre le musée des Carrosses du Vatican, qui expose 36 véhicules, depuis la berline du cardinal Lucien-Louis Bonaparte construite en 1868 et offerte à Léon XIII, en passant par la Citroën C6 de 1930 ou la papamobile Fiat dans laquelle circulait Jean-Paul II lorsqu'il est victime d'une tentative d'assassinat en 1981.

## Véhicules offerts aux papes
- Jean-Paul II reçoit en 2004 une Ferrari Enzo Ferrari, vendue 950 000 € aux enchères en 2005 au profit des victimes du tsunami du Sri Lanka[29].
- François reçoit en 2018 une Lamborghini Huracán aux couleurs du Vatican, qu'il bénit et dédicace avant de la vendre aux enchères (715 000 €), cette fois pour des œuvres caritatives en Irak. Il avait précédemment également reçu une Harley-Davidson, elle aussi vendue pour la bonne cause, au prix de 241 500 €[30].
- En 2024, le groupe automobile allemand Mercedes offre au pape François une Mercedes-Benz Classe G électrique en prévision du jubilé 2025. Il s'agit de la première « papamobile » sans émissions de CO2[31].